# Heljareyga (album)
Heljareyga - debiutancki album farerskiej grupy Heljareyga, założonej przez Heriego Joensena w 2009 roku. Twórca jest jednocześnie autorem wszystkich utworów i muzyki, na które poświęcił trzy lata. Koniec nagrań nastąpił w grudniu 2009 roku, a miesiąc później zmiksowano wszystkie utwory, wszystko w niemieckim Kohlekeller Studios. Album wydawany jest przez wytwórnię Tutl z Tórshavn.
Nazwa płyty, podobnie, jak nazwa zespołu, odnosi się do głębokich dziur w pobliżu wybrzeża na Wyspach Owczych, w których nie widać dna. Ludzie w średniowieczu uważali, że są to drogi do królestwa Hel, nordyckiej bogini śmierci. W tłumaczeniu Heljareyga oznacza Oko Hel.
Szatą graficzną albumu zajęli się: Jan Yrlund oraz fotograf Kristfríð Tyril.

## Lista utworów
Wszystkie utwory skomponował Heri Joensen.
| #  | Tytuł           | Długość |
| -- | --------------- | ------- |
| 1. | "Regnið"        | 9:00    |
| 2. | "Heljareyga"    | 10:27   |
| 3. | "Lagnan"        | 8:49    |
| 4. | "Feigdin"       | 8:43    |
| 5. | "Vetrarbreytin" | 11:15   |

Całkowita długość: 48:14. Wszystkie teksty zostały napisane w języku farerskim i choć zapisano transkrypcję w dołączonej książeczce, to nie zostały one przetłumaczone na język angielski.

## Twórcy
W tworzeniu albumu wzięli udział:
- Heri Joensen - śpiew, gitara
- John Ivar Venned - gitara
- Ken Johannesen - gitara
- Ísak Petersen - gitara basowa
- Amon Djurhuus - perkusja